# Fernando Carlos José de Áustria-Este
Fernando Carlos José de Áustria-Este (em italiano: Ferdinando Carlo Giuseppe d'Asburgo-Este; em alemão: Ferdinand Karl Joseph von Österreich-Este; Milão, 25 de abril de 1781 - Altmünster, 5 de novembro de 1850), foi príncipe de Módena e Régio e arquiduque da Áustria.

## Biografia

### Família
Fernando Carlos era o sexto filho do arquiduque Fernando Carlos de Áustria-Este, regente do Ducado de Milão e herdeiro do Ducado de Módena e Régio; e de Maria Beatriz d'Este, soberana do Ducado de Massa e Carrara. Seus avós paternos foram Francisco I do Sacro Império Romano-Germânico e Maria Teresa I, imperatriz da Áustria; e seus avós maternos foram o duque Hércules III de Módena e Maria Teresa Cybo-Malaspina, duquesa soberana de Ducado de Massa e Carrara.

### Carreira militar
Antes de iniciar sua brilhante carreira no exército austríaco, Fernando frequentou a academia militar de Viena. Em 1805, durante a Terceira Coligação contra a França, foi comandante-em-chefe das forças austríacas, tendo o general Karl Mack von Leiberich como chefe de seu estado-maior. Em outubro seu exército foi cercado na Batalha de Ulm. O general Mack acabou se rendendo, mas Fernando conseguiu escapar para a Boêmia com 2.000 homens da cavalaria. Lá, ele reassumiu o comando das tropas e reuniu a milícia local. Com um total de 9.000 homens, entrou em Iglau para dispersar a atenção dos movimentos da coalizão. Fernando conseguiu deter a divisão bávara do príncipe  Karl Philipp von Wrede, impedindo sua participação na Batalha de Austerlitz.
Em 1809, na Quinta Coligação contra a França, Fernando comandou um exército de 36.000 homens. Em abril, ele invadiu o Ducado de Varsóvia, na esperança de incentivar uma revolta local contra Napoleão, mas os poloneses se uniram ao príncipe Józef Antoni Poniatowski. Fernando foi derrotado na Batalha de Raszyn, mas conseguiu ocupar Varsóvia. Em junho, porém, o arquiduque foi obrigado a retirar-se de Varsóvia e abandonar Cracóvia e Galícia.
Em 1815, durante a Sétima Coligação contra a França, Fernando comandou duas divisões da reserva austríaca. No ano seguinte, foi nomeado comandante militar na Hungria.
Em 1830, foi nomeado governador civil e militar da Galícia, fixando residência em Lviv. Após as Revoluções de 1848, passou a residir principalmente na Itália.

### Morte
Fernando morreu em 5 de novembro de 1850, no Castelo Ebenzweier, em Altmünster, aos 69 anos de idade. Nunca se casou. Seu corpo foi sepultado na Cripta Imperial de Viena.

## Nota
- Este artigo foi inicialmente traduzido, total ou parcialmente, do artigo da Wikipédia em inglês cujo título é «Archduke Ferdinand Karl Joseph of Austria-Este», especificamente desta versão.